# André Bo-Boliko Lokonga
André Bo-Boliko Lokonga Monse Mihambo (Bandundu, 15 de agosto de 1934 - Bandundu, 30 de março de 2018) foi um político da República Democrática do Congo. Bo-Boliko foi presidente da Assembleia Nacional e foi primeiro comissário de Estado (primeiro-ministro) do Zaire entre 6 de março de 1979 a 29 de agosto de 1980, antes de passar para a oposição e criar em 1990 o Partido Democrata e Social Cristão (PCSD) com Joseph Iléo..

## Morte
Morreu aos 83 anos, em 30 de março de 2018, em Bandundu.